# Solbus Solcity 18
Solbus Solcity 18, Solbus Solcity 18 LNG – niskopodłogowy przegubowy autobus miejski z rodziny SM produkowany od końca 2009 roku przez Fabrykę Autobusów "Solbus" z Solca Kujawskiego. Może być napędzany silnikami zasilanymi olejem napędowym lub gazem LNG. Ma kod fabryczny SM18, który jest czasem traktowany jak nazwa modelu lub jej część.

## Solbus Solcity 18
Prace projektowe nad rodziną autobusów miejskich serii SM firmy Solbus rozpoczęły się w 2007 roku. Początkowo opracowywano równolegle modele 12- i 18-metrowe. Ostatecznie Solbus Solcity 12 otrzymał pierwszeństwo. Projekt techniczny tych autobusów opracowywano we współpracy z Grupą inżynierską DOT3D z Czerwonaka. W jego ramach grupa DOT3D opracowała założenia techniczne rodziny autobusów miejskich serii SM, współpracowała z firmą stylistyczną, opracowała kompletną konstrukcję pojazdów (konstrukcję szkieletu, elementów karoserii, układ zasilania skroplonym gazem ziemnym LNG). Odpowiadała również za dobór i zabudowę układów napędowego, jezdnego, kierowniczego itd.

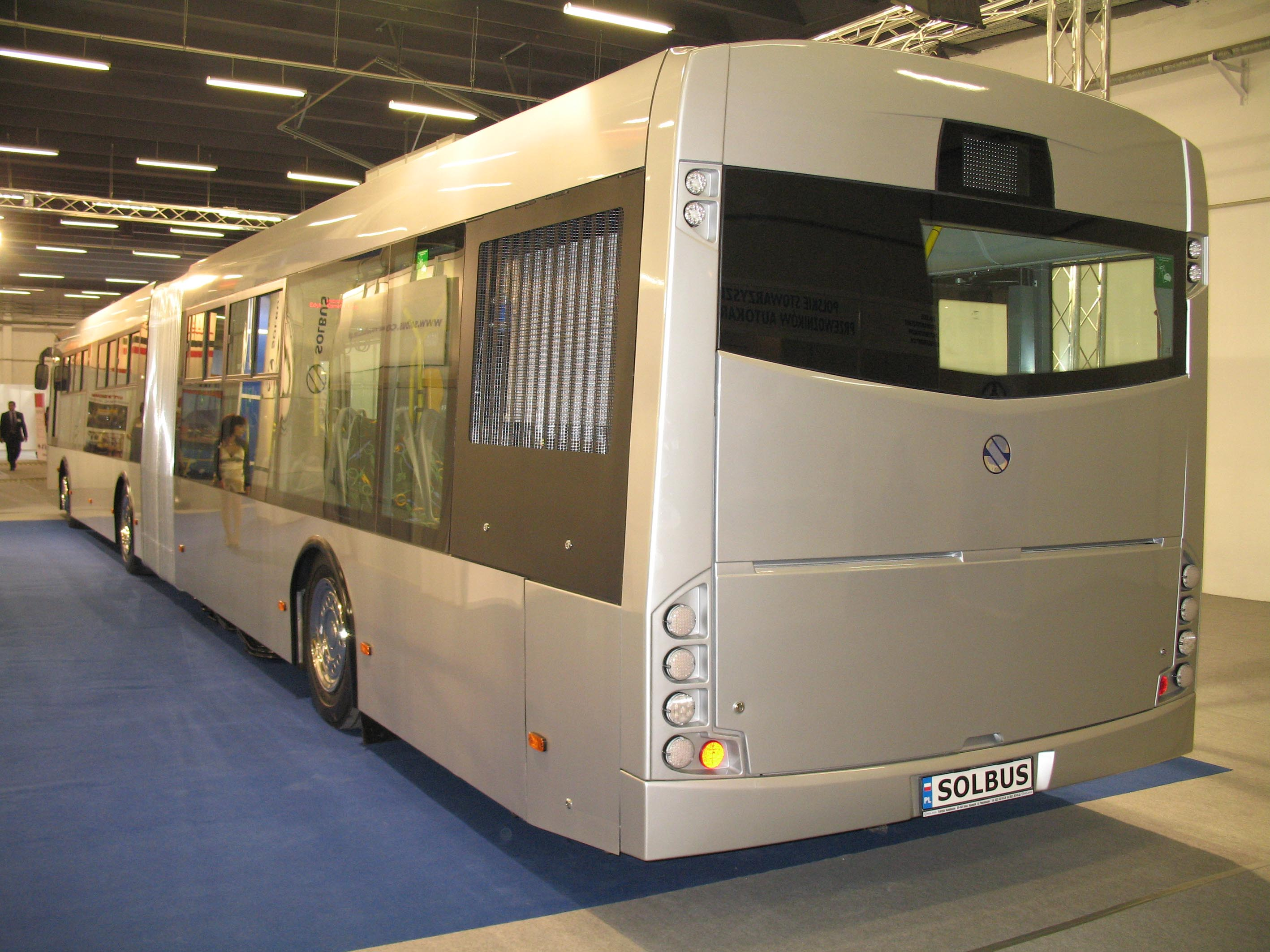
Solbus Solcity 18, widok od tyłu

Stylizację modelu Solbus Solcity 18 wykonała zewnętrzna firma projektowa. Debiut prototypu tego modelu nastąpił 16 września 2009 roku na targach Transexpo 2009 w Kielcach.
Solbus Solcity 18 ma samonośne nadwozie z kratownicową podłogą. Szkielet nadwozia jest wykonywany ze stali nierdzewnej, zaś poszycie ze stali nierdzewnej i tworzyw sztucznych, połączonych ze szkieletem nadwozia za pomocą klejenia. Okna również są wklejane do nadwozia. W autobusach rodziny SM w szkielecie zamiast standardowych profili zamkniętych zastosowano wiele ceowników, które w miejscach, gdzie nie są przenoszone duże obciążenia mają powycinane otwory, by zredukować masę autobusu. Aby utrzymać wysokość podłogi na poziomie 32 cm, pochylono ją we wnętrzu do krawędzi drugich, trzecich i czwartych drzwi. Instalacja elektryczna jest zbudowana na bazie szyny danych CAN-Bus. Zastosowano stanowisko pracy kierowcy FAP.
Standardowo montowany jest silnik Cummins ISB8.9E5 340B o pojemności skokowej 8.9 dm³ i mocy maksymalnej 250 kW (340 KM) osiąganej przy 2100 obr./min. Spełnia on wymagania normy Euro 5(spalanie 51l/100km). Silniki połączono z jedną z dwóch automatycznych skrzyń biegów o 6 zakresach Voith Divabus 864.5 lub ZF-Ecomat 6HP 604. Przednie zawieszenie jest niezależne z osią ZF RL75EC lub opcjonalnie w postaci belki sztywnej z osią ZF RL75A. Druga oś jest portalowa, typu ZF AVN 132/80. Z tyłu montuje się portalową oś napędową ZF AV 132/80 lub Voith BRA132DC80.
Autobusy serii SM są cały czas udoskonalane. Planuje się m.in. wprowadzeniu systemu sufitowego firmy Solbus, zamiast stosowanego dotychczas produktu firmy Ellamp.

## Solbus Solcity 18 LNG
Firma Solbus przygotowała, wzorowany na modelu Solbus Solcity 12 LNG, projekt odmiany przegubowego modelu Solcity 18 napędzanej silnikiem zasilanym LNG, czyli skroplonym gazem ziemnym (może to być także biogaz). W autobusie Solbus Solcity 18 LNG zastosowano produkowany w USA silnik Cummins ISLGEEV 320 o pojemności 8,9 dm³ i mocy maksymalnej 234,8 kW (320 KM) przy 2000 obr./min. Spełnia on wymagania normy EEV. Kriogeniczne zbiorniki na skroplony metan (LNG) są montowane na tylnym zwisie, w miejscu potrójnej ławki pasażerskiej. Dostarcza je amerykańska firma Chart Ferox. Do tankowania pojazdu niezbędna jest stacja tankowania LNG, umożliwiająca również tankowanie pojazdów zasilanych CNG, budowana przez firmę LNG Silesia.
Paliwo LNG zastosowane w autobusie ma wiele zalet. Tak zasilany silnik ma dużą żywotność, wynikającą z dużej liczby oktanowej i braku wymywania filmu olejowego ze ścianek silnika. Ograniczony nawet o 3dB jest poziom emisji hałasu. Koszty eksploatacji autobusu są niższe niż przy innych sposobach zasilania, również koszt gazu LNG jest niższy niż tej samej objętości gazu CNG. Szybkość tankowania jest porównywalna z olejem napędowym.
Pierwszym odbiorcą autobusów Solcity 18 w wersji zasilanej LNG miało być konsorcjum firm PTS Kraków i PKS Chojnice. Planowana na przełom lat 2009–2010 dostawa 15 sztuk (a także 16 szt. modelu Solbus Solcity 12 LNG) ostatecznie nie została zrealizowana, skutkiem czego PTS Kraków zmuszony został do wycofania się z umowy na obsługę siedmiu linii. Pierwsze udane zamówienie zostało zrealizowane dopiero w 2015 roku dla Miejskich Zakładów Autobusowych w Warszawie – wtedy dostarczono 35 takich autobusów. Pierwsze egzemplarze wyjechały na warszawskie ulice 29 stycznia 2015. Wszystkie stacjonują w zajezdni „Ostrobramska”. We wrześniu 2020 podpisano umowę na 90 kolejnych pojazdów, których produkcją na licencji syndyka masy upadłościowej firmy Lider Trading (kontynuatora Fabryki Autobusów Solbus) zajmie się Autosan. Pierwszy egzemplarz został zaprezentowany na targach Transexpo 2021 w Kielcach 27 października 2021, nowe pojazdy noszą oznaczenie Autosan Sancity 18LF LNG.
W przeszłości planowano opracowanie wersji dostosowanej do ruchu lewostronnego (RHD), która następnie miała być sprzedawana w Wielkiej Brytanii i Irlandii przez firmę "Solbus UK Ltd".